# Santa Marta de Tormes
Santa Marta de Tormes ist ein westspanischer Ort und eine Gemeinde (municipio) mit 14.726 Einwohnern (Stand: 2024) im Osten der Provinz Salamanca in der Region Kastilien und León.

## Lage und Klima
Der ca. 780 m hoch gelegene Ort Santa Marta de Tormes liegt auf dem Südufer des Río Tormes im Süden der altkastilischen Hochebene (meseta). Die Großstadt Salamanca ist nur gut 4 km (Fahrtstrecke) in nordwestlicher Richtung entfernt. Das Klima im Winter ist durchaus kühl; die geringen Niederschlagsmengen (ca. 410 mm/Jahr) fallen – mit Ausnahme der eher trockenen Sommermonate – verteilt übers ganze Jahr.

## Bevölkerungsentwicklung
| Jahr      | 1857 | 1900 | 1950 | 2000   | 2019   |
| Einwohner | 190  | 159  | 558  | 10.547 | 14.805 |

Das enorme Bevölkerungswachstum in der zweiten Hälfte des 20. und in den ersten Jahrzehnten des 21. Jahrhunderts ist im Wesentlichen auf die Mechanisierung der Landwirtschaft und die Aufgabe bäuerlicher Kleinbetriebe zurückzuführen, in deren Folge eine Landflucht ausgelöst wurde. Zusätzlich spielt die Nähe zur Großstadt Salamanca eine Rolle.

## Wirtschaft
Das wirtschaftliche Leben der Landgemeinde war jahrhundertelang in hohem Maße agrarisch geprägt; es wurde hauptsächlich zum Zweck der Selbstversorgung produziert – im Umland wurde Getreide ausgesät; Gemüse stammte aus den Hausgärten und auch Viehzucht wurde betrieben. Heute ist Santa Marta eine Art Schlafstadt von Salamanca.

## Geschichte
Auf dem Gemeindegebiet wurden prähistorische Kleinfunde gemacht, die ins Acheuléen und ins Moustérien datiert werden. Kelten, Römer, Westgoten und selbst die Mauren hinterließen keine archäologischen Zeugnisse. Nach der Schlacht von Simancas (939) konnten letztere in diesem Teil der Iberischen Halbinsel bis zum Fluss Tormes zurückgedrängt werden. König Ramiro II. von León († 951) begann mit der Neu- und Wiederbesiedlung (repoblación) der eroberten Gebiete. König Alfons IX. von León († 1230) setzte diese Politik im 13. Jahrhundert fort. Die erste urkundliche Erwähnung des Ortsnamens stammt aus dem Jahr 1201.

## Sehenswürdigkeiten
Die ursprünglich romanische Iglesia de Santa Marta ist der hl. Martha von Bethanien geweiht. Die Kirche bewahrt noch ihr schlichtes mittelalterliches Portal und die davor befindlich Vorhalle (portico). Der moderne Ziegelsteinbau mitsamt seinem Glockenturm (campanario) entstand in den 1990er Jahren.